# Bezirk Oberpullendorf
Der Bezirk Oberpullendorf (ungarisch Felsőpulyai járás, kroatisch Kotar Gornja Pulja) ist ein Politischer Bezirk des Burgenlandes.
Der Bezirk entspricht der Region Mittelburgenland. Dieses Gebiet ist ein Zentrum der beiden im Bundesland lebenden historischen Minderheiten; hier lebt die kroatischsprachige Minderheit des Burgenlandes mit der höchsten Bezirksdurchschnittanzahl. Der Verwaltungssitz selbst ist die zweitgrößte burgenländische Siedlung mit bedeutenderem ungarischen Einwohneranteil. 
Wirtschaftliche Bedeutung haben das Technologiezentrum Mittelburgenland in Neutal. Für den Fremdenverkehr wichtig ist die Therme Lutzmannsburg.

## Angehörige Gemeinden

Der politische Bezirk Oberpullendorf umfasst 701,44 km² bzw. 28 Gemeinden, darunter eine Stadt und 14 Marktgemeinden:
| Gemeinde                   | ungarisch            | kroatisch              | Lage | Ew    | km²   | Ew / km² | Gerichtsbezirk | Region | Typ             | Foto | Metadaten         |
| -------------------------- | -------------------- | ---------------------- | ---- | ----- | ----- | -------- | -------------- | ------ | --------------- | ---- | ----------------- |
| Deutschkreutz              | Sopronkeresztúr      | Kerestur               |      | 3.166 | 34,11 | 93       | Oberpullendorf |        | Markt- gemeinde | ja   | Gem.Kennz.: 10801 |
| Draßmarkt                  | Sopronderecske       | Racindrof              |      | 1.372 | 36,23 | 38       | Oberpullendorf |        | Markt- gemeinde | ja   | Gem.Kennz.: 10802 |
| Frankenau-Unterpullendorf  | Frankó-Alsópulya     | Frakanava-Dolnja Pulja |      | 1.108 | 29,95 | 37       | Oberpullendorf |        | Gemeinde        | ja   | Gem.Kennz.: 10803 |
| Großwarasdorf              | Szabadbáránd         | Veliki Borištof        |      | 1.357 | 42,49 | 32       | Oberpullendorf |        | Gemeinde        | ja   | Gem.Kennz.: 10804 |
| Horitschon                 | Haracsony            | Haračun                |      | 1.842 | 18,73 | 98       | Oberpullendorf |        | Markt- gemeinde | ja   | Gem.Kennz.: 10805 |
| Kaisersdorf                | Császárfalu          | Kalištrof              |      | 603   | 12,51 | 48       | Oberpullendorf |        | Gemeinde        | ja   | Gem.Kennz.: 10806 |
| Kobersdorf                 | Kabold               | Kobrštof               |      | 1.871 | 27,29 | 69       | Oberpullendorf |        | Markt- gemeinde | ja   | Gem.Kennz.: 10807 |
| Lackenbach                 | Lakompak             | Lakimpuh               |      | 1.155 | 18,11 | 64       | Oberpullendorf |        | Markt- gemeinde | ja   | Gem.Kennz.: 10808 |
| Lackendorf                 | Lakfalva             | Lakindrof              |      | 601   | 12,71 | 47       | Oberpullendorf |        | Gemeinde        | ja   | Gem.Kennz.: 10824 |
| Lockenhaus                 | Léka                 | Livka                  |      | 2.058 | 58,85 | 35       | Oberpullendorf |        | Markt- gemeinde | ja   | Gem.Kennz.: 10809 |
| Lutzmannsburg              | Locsmánd             | Lučman                 |      | 837   | 23,18 | 36       | Oberpullendorf |        | Markt- gemeinde | ja   | Gem.Kennz.: 10810 |
| Mannersdorf an der Rabnitz | Répcekethely         | Malištrof              |      | 1.782 | 38,42 | 46       | Oberpullendorf |        | Gemeinde        | ja   | Gem.Kennz.: 10811 |
| Markt Sankt Martin         | Sopronszentmárton    | Sveti Martin           |      | 1.282 | 32,11 | 40       | Oberpullendorf |        | Markt- gemeinde | ja   | Gem.Kennz.: 10812 |
| Neckenmarkt                | Sopronnyék           | Lekindrof              |      | 1.681 | 26,92 | 62       | Oberpullendorf |        | Markt- gemeinde | ja   | Gem.Kennz.: 10813 |
| Neutal                     | Sopronújlak          | Neutol                 |      | 1.114 | 11,57 | 96       | Oberpullendorf |        | Gemeinde        | ja   | Gem.Kennz.: 10814 |
| Nikitsch                   | Füles                | Filež                  |      | 1.406 | 50,76 | 28       | Oberpullendorf |        | Gemeinde        | ja   | Gem.Kennz.: 10815 |
| Oberloisdorf               | Felsőlászló          | Uberloštrof            |      | 795   | 10,65 | 75       | Oberpullendorf |        | Gemeinde        | ja   | Gem.Kennz.: 10828 |
| Oberpullendorf             | Felsőpulya           | Gornja Pulja           |      | 3.327 | 12,65 | 263      | Oberpullendorf |        | Stadt- gemeinde | ja   | Gem.Kennz.: 10816 |
| Pilgersdorf                | Pörgölény            | Pilištrof              |      | 1.577 | 43,90 | 36       | Oberpullendorf |        | Gemeinde        | ja   | Gem.Kennz.: 10817 |
| Piringsdorf                | Répcebónya           | Piringštof             |      | 832   | 16,14 | 52       | Oberpullendorf |        | Gemeinde        | ja   | Gem.Kennz.: 10818 |
| Raiding                    | Doborján             | Rajnof                 |      | 903   | 13,07 | 69       | Oberpullendorf |        | Markt- gemeinde | ja   | Gem.Kennz.: 10819 |
| Ritzing                    | Récény               | Ricinja                |      | 926   | 17,70 | 52       | Oberpullendorf |        | Gemeinde        | ja   | Gem.Kennz.: 10820 |
| Steinberg-Dörfl            | Répcekőhalom-Dérföld | Štamperak-Drfelj       |      | 1.315 | 37,14 | 35       | Oberpullendorf |        | Markt- gemeinde | ja   | Gem.Kennz.: 10821 |
| Stoob                      | Csáva                | Štuma                  |      | 1.366 | 17,38 | 79       | Oberpullendorf |        | Markt- gemeinde | ja   | Gem.Kennz.: 10822 |
| Unterfrauenhaid            | Lók                  | Svetica                |      | 646   | 10,97 | 59       | Oberpullendorf |        | Markt- gemeinde | ja   | Gem.Kennz.: 10825 |
| Unterrabnitz-Schwendgraben | Alsórámóc-Répcefő    | Dolnji Ramac           |      | 632   | 13,93 | 45       | Oberpullendorf |        | Gemeinde        | ja   | Gem.Kennz.: 10826 |
| Weingraben                 | Borosd               | Bajngrob               |      | 353   | 9,22  | 38       | Oberpullendorf |        | Gemeinde        | ja   | Gem.Kennz.: 10827 |
| Weppersdorf                | Veperd               | Veprštof               |      | 1.900 | 24,74 | 77       | Oberpullendorf |        | Markt- gemeinde | ja   | Gem.Kennz.: 10823 |

### Gemeindeänderungen ab 1945
5. Dezember 1958
- Vereinigung der Gemeinden Mitterpullendorf und Oberpullendorf zur Gemeinde Oberpullendorf

1. Jänner 1971
- Vereinigung der Gemeinden Draßmarkt, Karl und Oberrabnitz zur Gemeinde Draßmarkt
- Vereinigung der Gemeinden Frankenau, Großmutschen, Kleinmutschen und Unterpullendorf zur Gemeinde Frankenau-Unterpullendorf
- Vereinigung der Gemeinden Großwarasdorf, Kleinwarasdorf und Nebersdorf zur Gemeinde Großwarasdorf
- Vereinigung der Gemeinden Horitschon und Unterpetersdorf zur Gemeinde Horitschon
- Vereinigung der Gemeinden Kaisersdorf und Weingraben zur Gemeinde Kaisersdorf
- Vereinigung der Gemeinden Kobersdorf, Lindgraben und Oberpetersdorf zur Gemeinde Kobersdorf
- Vereinigung der Gemeinden Glashütten bei Langeck im Burgenland, Hammerteich, Hochstraß, Langeck im Burgenland und Lockenhaus zur Gemeinde Lockenhaus
- Vereinigung der Gemeinden Lutzmannsburg und Strebersdorf zur Gemeinde Lutzmannsburg
- Vereinigung der Gemeinden Klostermarienberg, Liebing, Mannersdorf an der Rabnitz, Oberloisdorf, Rattersdorf und Unterloisdorf zur Gemeinde Mannersdorf an der Rabnitz
- Vereinigung der Gemeinden Landsee, Markt Sankt Martin und Neudorf bei Landsee zur Gemeinde Markt Sankt Martin
- Vereinigung der Gemeinden Haschendorf und Neckenmarkt zur Gemeinde Neckenmarkt
- Vereinigung der Gemeinden Kroatisch Geresdorf, Kroatisch Minihof und Nikitsch zur Gemeinde Nikitsch
- Vereinigung der Gemeinden Bubendorf im Burgenland, Deutsch Gerisdorf, Kogl im Burgenland, Lebenbrunn, Pilgersdorf, Salmannsdorf und Steinbach im Burgenland zur Gemeinde Pilgersdorf
- Vereinigung der Gemeinden Piringsdorf, Schwendgraben und Unterrabnitz zur Gemeinde Piringsdorf-Unterrabnitz
- Vereinigung der Gemeinden Lackendorf, Raiding und Unterfrauenhaid zur Gemeinde Raiding-Unterfrauenhaid
- Vereinigung der Gemeinden Dörfl im Burgenland und Steinberg an der Rabnitz zur Gemeinde Steinberg-Dörfl
- Vereinigung der Gemeinden Kalkgruben, Tschurndorf und Weppersdorf zur Gemeinde Weppersdorf

1. Jänner 1990
- Aufteilung der Gemeinde Raiding-Unterfrauenhaid auf die Gemeinden Lackendorf, Raiding und Unterfrauenhaid

1. Jänner 1991
- Aufteilung der Gemeinde Kaisersdorf auf die Gemeinden Kaisersdorf und Weingraben
- Aufteilung der Gemeinde Piringsdorf-Unterrabnitz auf die Gemeinden Piringsdorf und Unterrabnitz-Schwendgraben

1. Jänner 1996
- Aufteilung der Gemeinde Mannersdorf an der Rabnitz auf die Gemeinden Mannersdorf an der Rabnitz und Oberloisdorf[1]